# Wyszobór (przystanek kolejowy)
Wyszobór – zlikwidowany przystanek kolei wąskotorowej w Wysoborze, w województwie zachodniopomorskim, w Polsce. Został zamknięty w 1966 roku.